# Isaac J. MacCollum
Isaac James MacCollum, född 18 augusti 1889 i Sussex County i Delaware, död 24 mars 1968 i Wyoming i Delaware, var en amerikansk demokratisk politiker. Han var Delawares viceguvernör 1941–1945.
MacCollum avlade 1914 läkarexamen vid Jefferson Medical College i Philadelphia. Han var delegat till demokraternas konvent inför presidentvalet i USA 1944.
MacCollum efterträdde 1941 Edward W. Cooch som Delawares viceguvernör och efterträddes 1945 av Elbert N. Carvel.